# Lista över SS-generaler
Detta är en lista över SS-generaler, det vill säga de personer som hade graden Oberstgruppenführer (generalöverste), Obergruppenführer (general), Gruppenführer (generallöjtnant) eller Brigadeführer (generalmajor).

## Oberstgruppenführer
- Kurt Daluege
- Sepp Dietrich
- Paul Hausser
- Franz Xaver Schwarz

## Obergruppenführer
- Friedrich Alpers
- Max Amann
- Erich von dem Bach-Zelewski
- Herbert Backe
- Gottlob Berger
- Werner Best
- Wilhelm Bittrich
- Ernst Wilhelm Bohle
- Martin Bormann
- Philipp Bouhler
- Franz Breithaupt
- Walter Buch
- Walther Darré
- Karl Maria Demelhuber
- Otto Dietrich
- Karl von Eberstein
- Joachim Albrecht Eggeling
- Theodor Eicke
- Karl Fiehler
- Albert Forster
- Karl Hermann Frank
- August Frank
- Herbert Otto Gille
- Curt von Gottberg
- Ernst-Robert Grawitz
- Ulrich Greifelt
- Arthur Greiser
- Karl Gutenberger
- August Heissmeyer
- Wolf-Heinrich von Helldorf
- Rudolf Hess
- Konrad Henlein
- Maximilian von Herff
- Reinhard Heydrich
- Richard Hildebrandt
- Hermann Höfle
- Friedrich Jeckeln
- Hans Jüttner
- Ernst Kaltenbrunner
- Hans Kammler
- Jürgen von Kamptz
- Georg Keppler
- Wilhelm Karl Keppler
- Matthias Kleinheisterkamp
- Kurt Knoblauch
- Erich Koch
- Wilhelm Koppe
- Paul Körner
- Friedrich-Wilhelm Krüger
- Walter Krüger
- Hans Heinrich Lammers
- Hartmann Lauterbacher
- Werner Lorenz
- Benno Martin
- Heinrich von Maur
- Emil Mazuw
- Konstantin von Neurath
- Carl Oberg
- Günther Pancke
- Karl Pfeffer-Wildenbruch
- Artur Phleps
- Oswald Pohl
- Rudolf Querner
- Hanns Albin Rauter
- Wilhelm Rediess
- Wilhelm Reinhard
- Joachim von Ribbentrop
- Erwin Rösener
- Ernst Sachs
- Fritz Sauckel
- Paul Scharfe
- Julius Schaub
- Fritz Schleßmann
- Heinrich Schmauser
- Walter Schmitt
- Oskar Schwerk
- Arthur Seyss-Inquart
- Felix Steiner
- Siegfried Taubert
- Josias zu Waldeck und Pyrmont
- Fritz Weitzel
- Otto Winkelmann
- Karl Wolff
- Udo von Woyrsch
- Alfred Wünnenberg
- Franz Zeidner

## Gruppenführer
- Ludolf von Alvensleben
- Georg-Henning von Bassewitz-Behr
- Hans Baur
- Albert von Beck
- Adolf von Bomhard
- Walter Braemer
- Karl Brandt
- Karl-Heinrich Brenner
- Carl Clauberg
- Hermann Fegelein
- Alfred Freyberg
- Josef Fitzthum
- Karl Gebhardt
- Karl Genzken
- Odilo Globocnik
- Richard Glücks
- Wilhelm Harster
- Hans Hinkel
- Konrad Hitschler
- Otto Hofmann
- Fritz Katzmann
- Wilhelm Kube
- Wilhelm Friedrich Loeper
- Georg Lörner
- Paul Moder
- Hilmar Moser
- Heinrich Müller
- Arthur Mülverstedt
- Werner Naumann
- Arthur Nebe
- Otto Ohlendorf
- Werner Ostendorff Götz von Berlichingen
- Hermann Prieß
- Johann Rattenhuber
- Carl Retzlaff
- Hans-Joachim Riecke
- Heinz Reinefarth
- Rolf Reiner
- Paul Riege
- Alfred Rodenbücher
- Karl-Gustav Sauberzweig
- Walter Schimana
- Fritz von Scholz
- Siegfried Seidel-Dittmarsch
- Max Simon
- Jakob Sporrenberg
- Walter Staudinger
- Jürgen Stroop
- Richard Wendler
- Otto Wächter

## Brigadeführer
- Otto Abetz
- Franz Augsberger
- Lothar Beutel
- Gottfried von Bismarck-Schönhausen
- Hugo Blaschke
- Willi Brandner
- Josef Bühler
- Karl Burk
- Franz Claassen
- Ernst Damzog
- Anton Dunckern
- Johannes Engel
- Ernst Engelhardt
- Hans Fischböck
- Ulrich Graf
- Stefan Hedrich
- Franz Josef Huber
- Heinz Jost
- Bronislav Kaminskij
- Paul Ernst Kanstein
- Gerhard Karehnke
- Fritz Kranefuss
- Christian Peder Kryssing
- Franz Kutschera
- Gustav Lombard
- Kurt Ludwig
- Kurt Meyer
- Wilhelm Mohnke
- Franz Müller-Darss
- Erich Naumann
- Hans Nieland
- Karl Petry
- Günther Reinecke
- Anton Reinthaller
- Wilhelm Fritz von Roettig
- Joachim Rumohr
- Walter Schellenberg
- Gustav Adolf Scheel
- August Schmidthuber
- Johannes Oskar Schmiedel
- Karl Eberhard Schöngarth
- Hinrich Schuldt
- Franz Six
- Hyazinth Strachwitz
- Otto Steinbrinck
- Theobald Thier
- Wilhelm Trabandt
- Friedrich Uebelhoer
- Gerd Unbehaun
- Edmund Veesenmayer
- Jürgen Wagner
- Friedrich Weber
- Wilhelm Werner
- Karl Maria Wiligut
- Fritz Witt
- Paul Worm
- Walter Wüst